# Berjozovskij (město v Sverdlovské oblasti)
Berjozovskij (rusky Берёзовский) je město v Sverdlovské oblasti v Ruské federaci. Při sčítání lidu v roce 2010 měl přes padesát tisíc obyvatel.

## Poloha a doprava
Berjozovskij leží na východním kraji Středního Uralu při ústí potoka Berjozovky do Pyšmy, pravého přítoku Tury v povodí Obu. Od Jekatěrinburgu, správního střediska oblasti, je Berjozovskij vzdálen jen přibližně patnáct kilometrů severovýchodně.
Z Jekatěrinburgu vede přes Berjozovskij dvoukolejná železniční trať na Arťomovskij, Tavdu a Meždurečenskij.

## Dějiny
V roce 1745 zde Jerofej Markov objevil zlaté ložisko, v roce 1752 zde vzniklo sídlo horníků a v roce 1938 se Berjozovskij stal městem.